# 8 Horas de Baréin 2022
Las 8 Horas de Baréin de 2022 (oficialmente FIA WEC Bapco 8 Hours of Bahrain) fue la sexta y última ronda de la temporada 2022 del Campeonato Mundial de Resistencia de la FIA. Se celebró del 10 al 12 de noviembre de 2022 en el circuito Internacional de Baréin, ubicado en Sakhir, Baréin.
El ganador de la prueba fue el Toyota Gazoo Racing N.º 7 pilotado por Mike Conway, Kamui Kobayashi y José María López quienes consiguierón su segunda victoria de la temporada. Su hermano el N.º 8 pilotado por Sébastien Buemi, Kazuki Nakajima y Brendon Hartley terminó en la segunda posición y con este resultado se convirtierón en los campeones del mundo.
En LMP2, el ganador fue el automóvil N.º 31 de Team WRT, pilotado por Robin Frijns, Sean Gelael y René Rast, quienes al igual que en la pasada temporada consiguieron su tercera victoria del año pero a diferencia de la temporada anterior terminaron como subcampeones de la categoría. En la Copa LMP2 Pro-Am, el ganador fue el chasis N.º 83 de AF Corse, que consiguió su cuarta victoria de la temporada gracias a Nicklas Nielsen, François Perrodo y Alessio Rovera. Con esta victoria el AF Corse y sus pilotos se consagrarón campeones de la Copa LMP2 Pro-Am.
Entre los GTE, Ferrari y Porsche por segunda vez en la temporada se repartieron las victorias, en LMGTE-Pro, se impuso el automóvil de AF Corse N.º 52, pilotado por el italiano Antonio Fuoco y el español Miguel Molina. Mientras que en LMGTE-AM, el ganador fue el chasis N.º 23 del Team Project 1, pilotado por Matteo Cairoli, Nicolas Leutwiler y Mikkel O. Pedersen.

## Clasificación
Las pole positions de cada clase están marcadas en negrita.
| Pos. | Categoría | N.° | Escudería                 | Tiempo   | Dif.    | Parrilla |
| ---- | --------- | --- | ------------------------- | -------- | ------- | -------- |
| 1    | Hypercar  | 8   | Toyota Gazoo Racing       | 1:46.800 | -       | 1        |
| 2    | Hypercar  | 93  | Peugeot TotalEnergies     | 1:47.610 | +0.810  | 2        |
| 3    | Hypercar  | 7   | Toyota Gazoo Racing       | 1:47.738 | +0.938  | 3        |
| 4    | Hypercar  | 94  | Peugeot TotalEnergies     | 1:48.334 | +1.534  | 4        |
| 5    | Hypercar  | 36  | Alpine Elf Team           | 1:48.343 | +1.543  | 5        |
| 6    | LMP2      | 41  | RealTeam by WRT           | 1:50.330 | +3.530  | 6        |
| 7    | LMP2      | 38  | JOTA                      | 1:50.467 | +3.667  | 7        |
| 8    | LMP2      | 22  | United Autosports USA     | 1:50.497 | +3.697  | 8        |
| 9    | LMP2      | 83  | AF Corse                  | 1:50.546 | +3.746  | 9        |
| 10   | LMP2      | 44  | ARC Bratislava            | 1:50.619 | +3.819  | 10       |
| 11   | LMP2      | 23  | United Autosports USA     | 1:50.661 | +3.861  | 11       |
| 12   | LMP2      | 10  | Vector Sport              | 1:50.766 | +3.966  | 12       |
| 13   | LMP2      | 31  | WRT                       | 1:50.802 | +4.002  | 13       |
| 14   | LMP2      | 1   | Richard Mille Racing Team | 1:50.857 | +4.057  | 14       |
| 15   | LMP2      | 9   | Prema Orlen Team          | 1:51.110 | +4.310  | 15       |
| 16   | LMP2      | 45  | Algarve Pro Racing        | 1:51.479 | +4.679  | 16       |
| 17   | LMP2      | 34  | Inter Europol Competition | 1:51.661 | +4.861  | 17       |
| 18   | LMP2      | 35  | Ultimate                  | 1:51.821 | +5.021  | 18       |
| 19   | LMGTE Pro | 91  | Porsche GT Team           | 1:56.143 | +9.343  | 19       |
| 20   | LMGTE Pro | 52  | AF Corse                  | 1:56.419 | +9.619  | 20       |
| 21   | LMGTE Pro | 92  | Porsche GT Team           | 1:56.439 | +9.639  | 21       |
| 22   | LMGTE Pro | 51  | AF Corse                  | 1:56.472 | +9.672  | 22       |
| 23   | LMGTE Pro | 64  | Corvette Racing           | 1:57.539 | +10.739 | 23       |
| 24   | LMGTE Am  | 85  | Iron Dames                | 1:59.186 | +12.386 | 24       |
| 25   | LMP2      | 28  | JOTA                      | 1:59.503 | +12.703 | 25       |
| 26   | LMGTE Am  | 33  | TF Sport                  | 1:59.698 | +12.898 | 26       |
| 27   | LMGTE Am  | 77  | Dempsey-Proton Racing     | 1:59.708 | +12.908 | 27       |
| 28   | LMGTE Am  | 46  | Team Project 1            | 2:00.030 | +13.230 | 28       |
| 29   | LMGTE Am  | 54  | AF Corse                  | 2:00.489 | +13.689 | 29       |
| 30   | LMGTE Am  | 86  | GR Racing                 | 2:00.597 | +13.797 | 30       |
| 31   | LMGTE Am  | 21  | AF Corse                  | 2:00.715 | +13.915 | 31       |
| 32   | LMGTE Am  | 71  | Spirit of Race            | 2:00.733 | +13.933 | 32       |
| 33   | LMGTE Am  | 98  | Northwest AMR             | 2:01.100 | +14.300 | 33       |
| 34   | LMGTE Am  | 60  | Iron Lynx                 | 2:01.303 | +14.503 | 34       |
| 35   | LMGTE Am  | 56  | Team Project 1            | 2:01.307 | +14.507 | 35       |
| 36   | LMGTE Am  | 88  | Dempsey-Proton Racing     | 2:01.361 | +14.561 | 36       |
| 37   | LMGTE Am  | 777 | D'Station Racing          | 2:01.730 | +14.930 | 37       |

Fuente: FIA WEC.

## Carrera
El número mínimo de vueltas para entrar en la clasificación (70% de la distancia de carrera del coche ganador de la general) fue de 172 vueltas. Los ganadores de cada clase se indican en negrita y con una cruz (†).
| Pos | Clase       | N.º | Equipo                    | Pilotos                                                | Chasis                        | Neu. | Vueltas | Tiempo/Retirado |
| Pos | Clase       | N.º | Equipo                    | Pilotos                                                | Motor                         | Neu. | Vueltas | Tiempo/Retirado |
| --- | ----------- | --- | ------------------------- | ------------------------------------------------------ | ----------------------------- | ---- | ------- | --------------- |
| 1   | Hypercar    | 7   | Toyota Gazoo Racing       | Mike Conway Kamui Kobayashi José María López           | Toyota GR010 Hybrid           | M    | 245     | 8:00:40.920 †   |
| 1   | Hypercar    | 7   | Toyota Gazoo Racing       | Mike Conway Kamui Kobayashi José María López           | Toyota 3.5 L Turbo V6         | M    | 245     | 8:00:40.920 †   |
| 2   | Hypercar    | 8   | Toyota Gazoo Racing       | Sébastien Buemi Brendon Hartley Ryō Hirakawa           | Toyota GR010 Hybrid           | M    | 245     | +45.471         |
| 2   | Hypercar    | 8   | Toyota Gazoo Racing       | Sébastien Buemi Brendon Hartley Ryō Hirakawa           | Toyota 3.5 L Turbo V6         | M    | 245     | +45.471         |
| 3   | Hypercar    | 36  | Alpine Elf Team           | Nicolas Lapierre André Negrão Matthieu Vaxivière       | Alpine A480                   | M    | 243     | +2 vueltas      |
| 3   | Hypercar    | 36  | Alpine Elf Team           | Nicolas Lapierre André Negrão Matthieu Vaxivière       | Gibson GL458 4.5 L V8         | M    | 243     | +2 vueltas      |
| 4   | Hypercar    | 94  | Peugeot TotalEnergies     | Loïc Duval Gustavo Menezes Nico Müller                 | Peugeot 9X8                   | M    | 239     | +6 vueltas      |
| 4   | Hypercar    | 94  | Peugeot TotalEnergies     | Loïc Duval Gustavo Menezes Nico Müller                 | Peugeot 2.6 L Turbo V6        | M    | 239     | +6 vueltas      |
| 5   | LMP2        | 31  | WRT                       | Robin Frijns Sean Gelael René Rast                     | Oreca 07                      | G    | 237     | +8 vueltas †    |
| 5   | LMP2        | 31  | WRT                       | Robin Frijns Sean Gelael René Rast                     | Gibson GK428 4.2 L V8         | G    | 237     | +8 vueltas †    |
| 6   | LMP2        | 23  | United Autosports USA     | Oliver Jarvis Alex Lynn Josh Pierson                   | Oreca 07                      | G    | 237     | +8 vueltas      |
| 6   | LMP2        | 23  | United Autosports USA     | Oliver Jarvis Alex Lynn Josh Pierson                   | Gibson GK428 4.2 L V8         | G    | 237     | +8 vueltas      |
| 7   | LMP2        | 38  | JOTA                      | António Félix da Costa Roberto González Will Stevens   | Oreca 07                      | G    | 236     | +9 vueltas      |
| 7   | LMP2        | 38  | JOTA                      | António Félix da Costa Roberto González Will Stevens   | Gibson GK428 4.2 L V8         | G    | 236     | +9 vueltas      |
| 8   | LMP2        | 9   | Prema Orlen Team          | Lorenzo Colombo Louis Delétraz Robert Kubica           | Oreca 07                      | G    | 236     | +9 vueltas      |
| 8   | LMP2        | 9   | Prema Orlen Team          | Lorenzo Colombo Louis Delétraz Robert Kubica           | Gibson GK428 4.2 L V8         | G    | 236     | +9 vueltas      |
| 9   | LMP2        | 41  | RealTeam by WRT           | Rui Andrade Ferdinand Habsburg Norman Nato             | Oreca 07                      | G    | 236     | +9 vueltas      |
| 9   | LMP2        | 41  | RealTeam by WRT           | Rui Andrade Ferdinand Habsburg Norman Nato             | Gibson GK428 4.2 L V8         | G    | 236     | +9 vueltas      |
| 10  | LMP2        | 22  | United Autosports USA     | Filipe Albuquerque Philip Hanson Will Owen             | Oreca 07                      | G    | 236     | +9 vueltas      |
| 10  | LMP2        | 22  | United Autosports USA     | Filipe Albuquerque Philip Hanson Will Owen             | Gibson GK428 4.2 L V8         | G    | 236     | +9 vueltas      |
| 11  | LMP2        | 28  | JOTA                      | Jonathan Aberdein Ed Jones Oliver Rasmussen            | Oreca 07                      | G    | 236     | +9 vueltas      |
| 11  | LMP2        | 28  | JOTA                      | Jonathan Aberdein Ed Jones Oliver Rasmussen            | Gibson GK428 4.2 L V8         | G    | 236     | +9 vueltas      |
| 12  | LMP2        | 1   | Richard Mille Racing Team | Paul-Loup Chatin Charles Milesi Lilou Wadoux           | Oreca 07                      | G    | 235     | +10 vueltas     |
| 12  | LMP2        | 1   | Richard Mille Racing Team | Paul-Loup Chatin Charles Milesi Lilou Wadoux           | Gibson GK428 4.2 L V8         | G    | 235     | +10 vueltas     |
| 13  | LMP2        | 10  | Vector Sport              | Sébastien Bourdais Ryan Cullen Renger van der Zande    | Oreca 07                      | G    | 235     | +10 vueltas     |
| 13  | LMP2        | 10  | Vector Sport              | Sébastien Bourdais Ryan Cullen Renger van der Zande    | Gibson GK428 4.2 L V8         | G    | 235     | +10 vueltas     |
| 14  | LMP2 Pro-Am | 83  | AF Corse                  | Nicklas Nielsen François Perrodo Alessio Rovera        | Oreca 07                      | G    | 235     | +10 vueltas †   |
| 14  | LMP2 Pro-Am | 83  | AF Corse                  | Nicklas Nielsen François Perrodo Alessio Rovera        | Gibson GK428 4.2 L V8         | G    | 235     | +10 vueltas †   |
| 15  | LMP2 Pro-Am | 35  | Ultimate                  | François Heriau Jean-Baptiste Lahaye Matthieu Lahaye   | Oreca 07                      | G    | 235     | +10 vueltas     |
| 15  | LMP2 Pro-Am | 35  | Ultimate                  | François Heriau Jean-Baptiste Lahaye Matthieu Lahaye   | Gibson GK428 4.2 L V8         | G    | 235     | +10 vueltas     |
| 16  | LMP2 Pro-Am | 45  | Algarve Pro Racing        | James Allen René Binder Steven Thomas                  | Oreca 07                      | G    | 235     | +10 vueltas     |
| 16  | LMP2 Pro-Am | 45  | Algarve Pro Racing        | James Allen René Binder Steven Thomas                  | Gibson GK428 4.2 L V8         | G    | 235     | +10 vueltas     |
| 17  | LMGTE Pro   | 52  | AF Corse                  | Antonio Fuoco Miguel Molina                            | Ferrari 488 GTE Evo           | M    | 231     | +14 vueltas †   |
| 17  | LMGTE Pro   | 52  | AF Corse                  | Antonio Fuoco Miguel Molina                            | Ferrari F154CB 3.9 L Turbo V8 | M    | 231     | +14 vueltas †   |
| 18  | LMGTE Pro   | 64  | Corvette Racing           | Tommy Milner Nick Tandy                                | Chevrolet Corvette C8.R       | M    | 230     | +15 vueltas     |
| 18  | LMGTE Pro   | 64  | Corvette Racing           | Tommy Milner Nick Tandy                                | Chevrolet 5.5 L V8            | M    | 230     | +15 vueltas     |
| 19  | LMGTE Pro   | 92  | Porsche GT Team           | Michael Christensen Kévin Estre                        | Porsche 911 RSR-19            | M    | 230     | +15 vueltas     |
| 19  | LMGTE Pro   | 92  | Porsche GT Team           | Michael Christensen Kévin Estre                        | Porsche 4.2 L Flat-6          | M    | 230     | +15 vueltas     |
| 20  | LMGTE Pro   | 91  | Porsche GT Team           | Gianmaria Bruni Richard Lietz                          | Porsche 911 RSR-19            | M    | 230     | +15 vueltas     |
| 20  | LMGTE Pro   | 91  | Porsche GT Team           | Gianmaria Bruni Richard Lietz                          | Porsche 4.2 L Flat-6          | M    | 230     | +15 vueltas     |
| 21  | LMGTE Pro   | 51  | AF Corse                  | James Calado Alessandro Pier Guidi                     | Ferrari 488 GTE Evo           | M    | 227     | +18 vueltas     |
| 21  | LMGTE Pro   | 51  | AF Corse                  | James Calado Alessandro Pier Guidi                     | Ferrari F154CB 3.9 L Turbo V8 | M    | 227     | +18 vueltas     |
| 22  | LMP2 Pro-Am | 44  | ARC Bratislava            | Mathias Beche Richard Bradley Miroslav Konôpka         | Oreca 07                      | G    | 227     | +18 vueltas     |
| 22  | LMP2 Pro-Am | 44  | ARC Bratislava            | Mathias Beche Richard Bradley Miroslav Konôpka         | Gibson GK428 4.2 L V8         | G    | 227     | +18 vueltas     |
| 23  | LMGTE Am    | 46  | Team Project 1            | Matteo Cairoli Nicolas Leutwiler Mikkel O. Pedersen    | Porsche 911 RSR-19            | M    | 226     | +19 vueltas †   |
| 23  | LMGTE Am    | 46  | Team Project 1            | Matteo Cairoli Nicolas Leutwiler Mikkel O. Pedersen    | Porsche 4.2 L Flat-6          | M    | 226     | +19 vueltas †   |
| 24  | LMGTE Am    | 56  | Team Project 1            | Ben Barnicoat P.J. Hyett Gunnar Jeannette              | Porsche 911 RSR-19            | M    | 226     | +19 vueltas     |
| 24  | LMGTE Am    | 56  | Team Project 1            | Ben Barnicoat P.J. Hyett Gunnar Jeannette              | Porsche 4.2 L Flat-6          | M    | 226     | +19 vueltas     |
| 25  | LMGTE Am    | 85  | Iron Dames                | Sarah Bovy Rahel Frey Michelle Gatting                 | Ferrari 488 GTE Evo           | M    | 226     | +19 vueltas     |
| 25  | LMGTE Am    | 85  | Iron Dames                | Sarah Bovy Rahel Frey Michelle Gatting                 | Ferrari F154CB 3.9 L Turbo V8 | M    | 226     | +19 vueltas     |
| 26  | LMGTE Am    | 33  | TF Sport                  | Henrique Chaves Ben Keating Marco Sørensen             | Aston Martin Vantage AMR      | M    | 226     | +19 vueltas     |
| 26  | LMGTE Am    | 33  | TF Sport                  | Henrique Chaves Ben Keating Marco Sørensen             | Aston Martin 4.0 L Turbo V8   | M    | 226     | +19 vueltas     |
| 27  | LMGTE Am    | 98  | Northwest AMR             | Paul Dalla Lana Nicki Thiim David Pittard              | Aston Martin Vantage AMR      | M    | 226     | +19 vueltas     |
| 27  | LMGTE Am    | 98  | Northwest AMR             | Paul Dalla Lana Nicki Thiim David Pittard              | Aston Martin 4.0 L Turbo V8   | M    | 226     | +19 vueltas     |
| 28  | LMGTE Am    | 86  | GR Racing                 | Ben Barker Riccardo Pera Michael Wainwright            | Porsche 911 RSR-19            | M    | 226     | +19 vueltas     |
| 28  | LMGTE Am    | 86  | GR Racing                 | Ben Barker Riccardo Pera Michael Wainwright            | Porsche 4.2 L Flat-6          | M    | 226     | +19 vueltas     |
| 29  | LMGTE Am    | 54  | AF Corse                  | Nick Cassidy Francesco Castellacci Thomas Flohr        | Ferrari 488 GTE Evo           | M    | 226     | +19 vueltas     |
| 29  | LMGTE Am    | 54  | AF Corse                  | Nick Cassidy Francesco Castellacci Thomas Flohr        | Ferrari F154CB 3.9 L Turbo V8 | M    | 226     | +19 vueltas     |
| 30  | LMGTE Am    | 77  | Dempsey-Proton Racing     | Sebastian Priaulx Christian Ried Harry Tincknell       | Porsche 911 RSR-19            | M    | 226     | +19 vueltas     |
| 30  | LMGTE Am    | 77  | Dempsey-Proton Racing     | Sebastian Priaulx Christian Ried Harry Tincknell       | Porsche 4.2 L Flat-6          | M    | 226     | +19 vueltas     |
| 31  | LMGTE Am    | 60  | Iron Lynx                 | Matteo Cressoni Giancarlo Fisichella Claudio Schiavoni | Ferrari 488 GTE Evo           | M    | 225     | +20 vueltas     |
| 31  | LMGTE Am    | 60  | Iron Lynx                 | Matteo Cressoni Giancarlo Fisichella Claudio Schiavoni | Ferrari F154CB 3.9 L Turbo V8 | M    | 225     | +20 vueltas     |
| 32  | LMGTE Am    | 777 | D'Station Racing          | Charlie Fagg Tomonobu Fujii Satoshi Hoshino            | Aston Martin Vantage AMR      | M    | 225     | +20 vueltas     |
| 32  | LMGTE Am    | 777 | D'Station Racing          | Charlie Fagg Tomonobu Fujii Satoshi Hoshino            | Aston Martin 4.0 L Turbo V8   | M    | 225     | +20 vueltas     |
| 33  | LMGTE Am    | 21  | AF Corse                  | Simon Mann Christoph Ulrich Toni Vilander              | Ferrari 488 GTE Evo           | M    | 225     | +20 vueltas     |
| 33  | LMGTE Am    | 21  | AF Corse                  | Simon Mann Christoph Ulrich Toni Vilander              | Ferrari F154CB 3.9 L Turbo V8 | M    | 225     | +20 vueltas     |
| 34  | LMGTE Am    | 88  | Dempsey-Proton Racing     | Jan Heylen Patrick Lindsey Fred Poordad                | Porsche 911 RSR-19            | M    | 224     | +21 vueltas     |
| 34  | LMGTE Am    | 88  | Dempsey-Proton Racing     | Jan Heylen Patrick Lindsey Fred Poordad                | Porsche 4.2 L Flat-6          | M    | 224     | +21 vueltas     |
| 35  | LMGTE Am    | 71  | Spirit of Race            | Gabriel Aubry Franck Dezoteux Pierre Ragues            | Ferrari 488 GTE Evo           | M    | 224     | +21 vueltas     |
| 35  | LMGTE Am    | 71  | Spirit of Race            | Gabriel Aubry Franck Dezoteux Pierre Ragues            | Ferrari F154CB 3.9 L Turbo V8 | M    | 224     | +21 vueltas     |
| NC  | LMP2        | 34  | Inter Europol Competition | Alex Brundle Esteban Gutiérrez Jakub Śmiechowski       | Oreca 07                      | G    | 231     | Tren motriz     |
| NC  | LMP2        | 34  | Inter Europol Competition | Alex Brundle Esteban Gutiérrez Jakub Śmiechowski       | Gibson GK428 4.2 L V8         | G    | 231     | Tren motriz     |
| Ret | Hypercar    | 93  | Peugeot TotalEnergies     | Paul di Resta Mikkel Jensen Jean-Éric Vergne           | Peugeot 9X8                   | M    | 171     | Caja de cambios |
| Ret | Hypercar    | 93  | Peugeot TotalEnergies     | Paul di Resta Mikkel Jensen Jean-Éric Vergne           | Peugeot 2.6 L Turbo V6        | M    | 171     | Caja de cambios |

Fuente: FIA WEC.